# Pălatca, Cluj
Pălatca este satul de reședință al comunei cu același nume din județul Cluj, Transilvania, România.

## Istoric
Satul este menționat pentru prima dată într-un document din 1296 cu numele possessio Palathka. Pălatca a mai fost menționată cu numele terra Palatka în 1312, în 1499 apar numele Magyarpalothka și Olahpalothka (Pălatca Maghiară și Pălatca Română), în 1750 Palatka și în 1850 Magyar Palatka.

## Personalități
- Ilie Seleșiu (1842 - 1930), delegat la Marea Adunare Națională de la Alba Iulia 1918

## Imagini

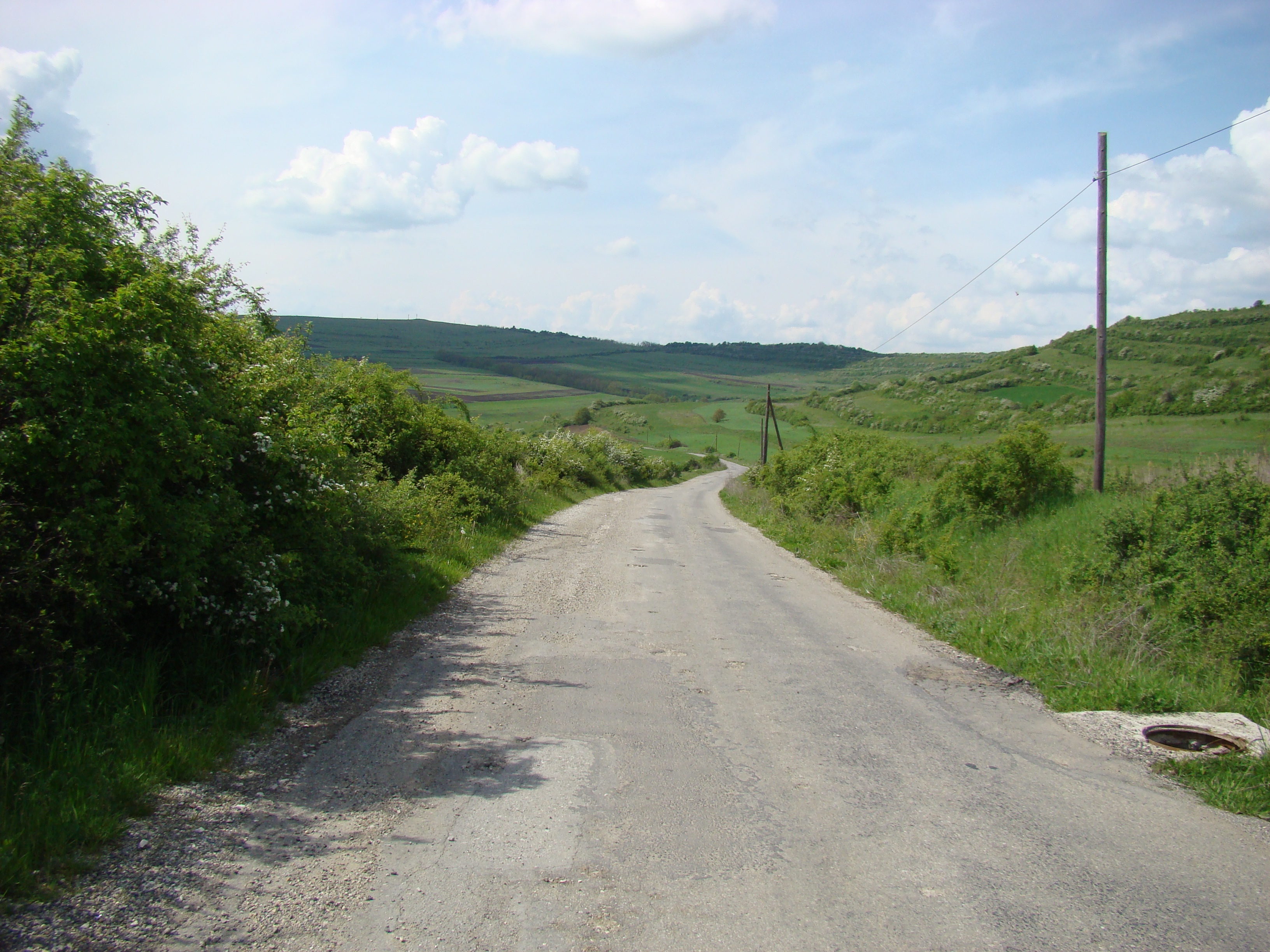
Drumul Vaida-Cămăraș-Pălatca
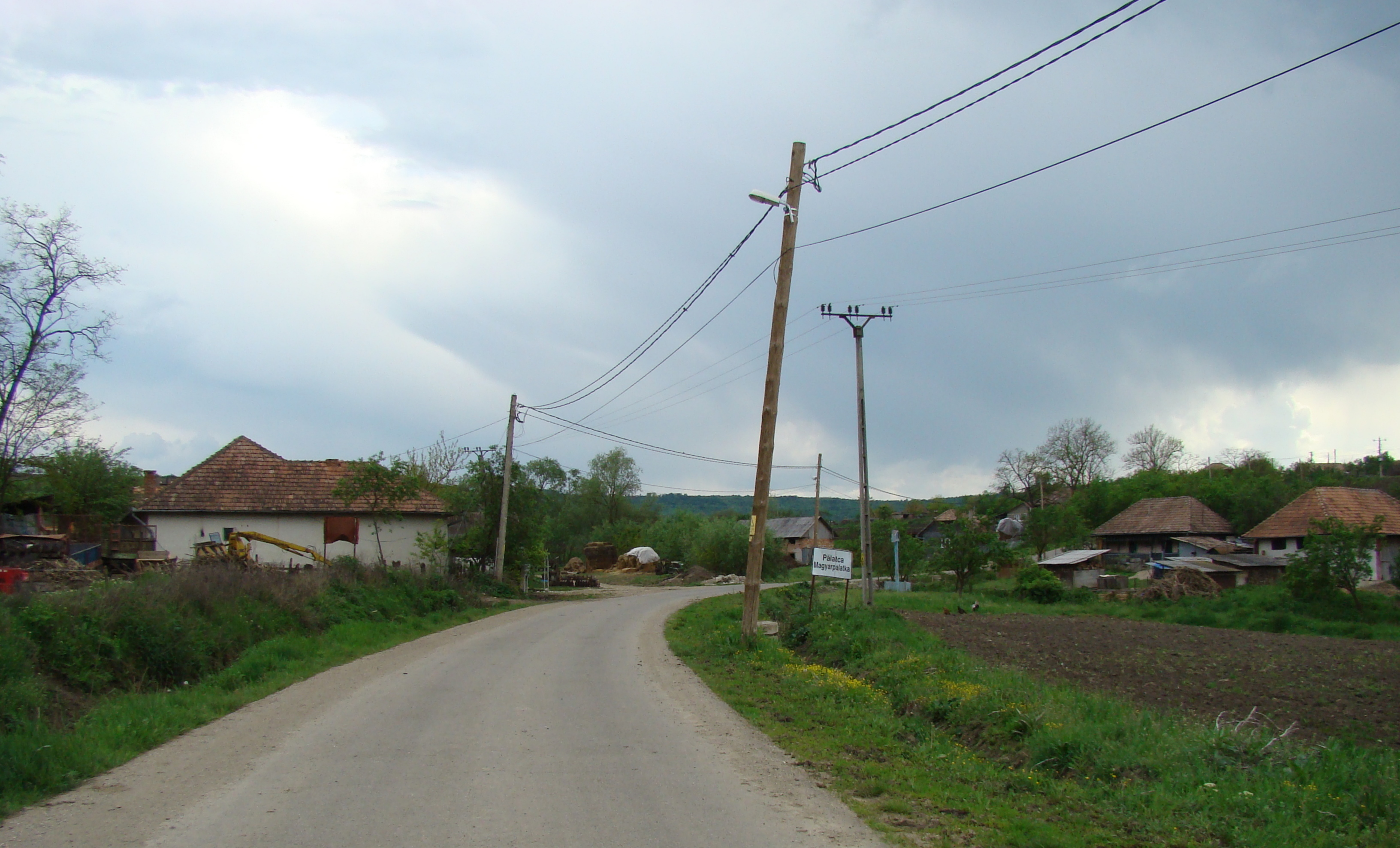
Intrarea în localitate
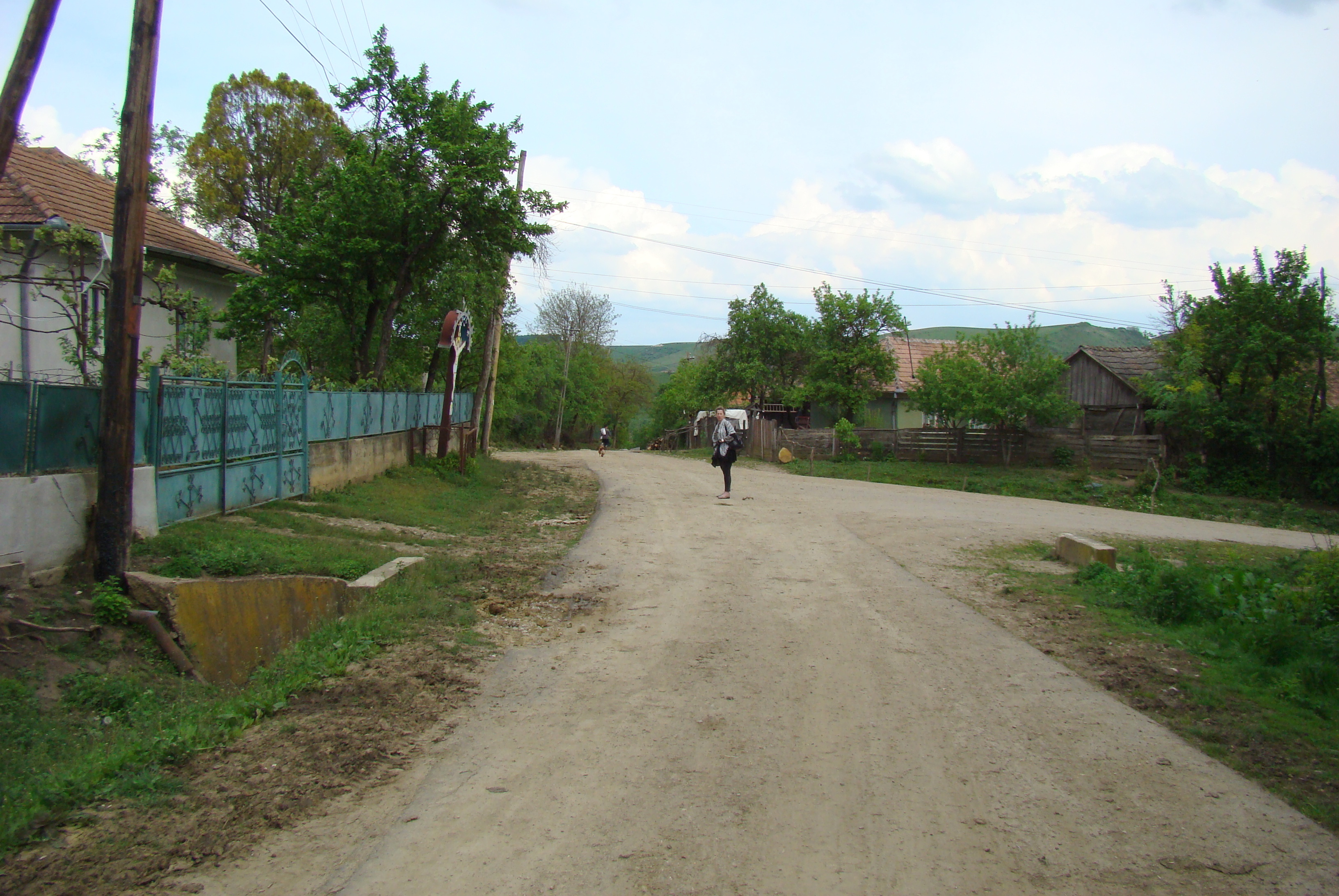
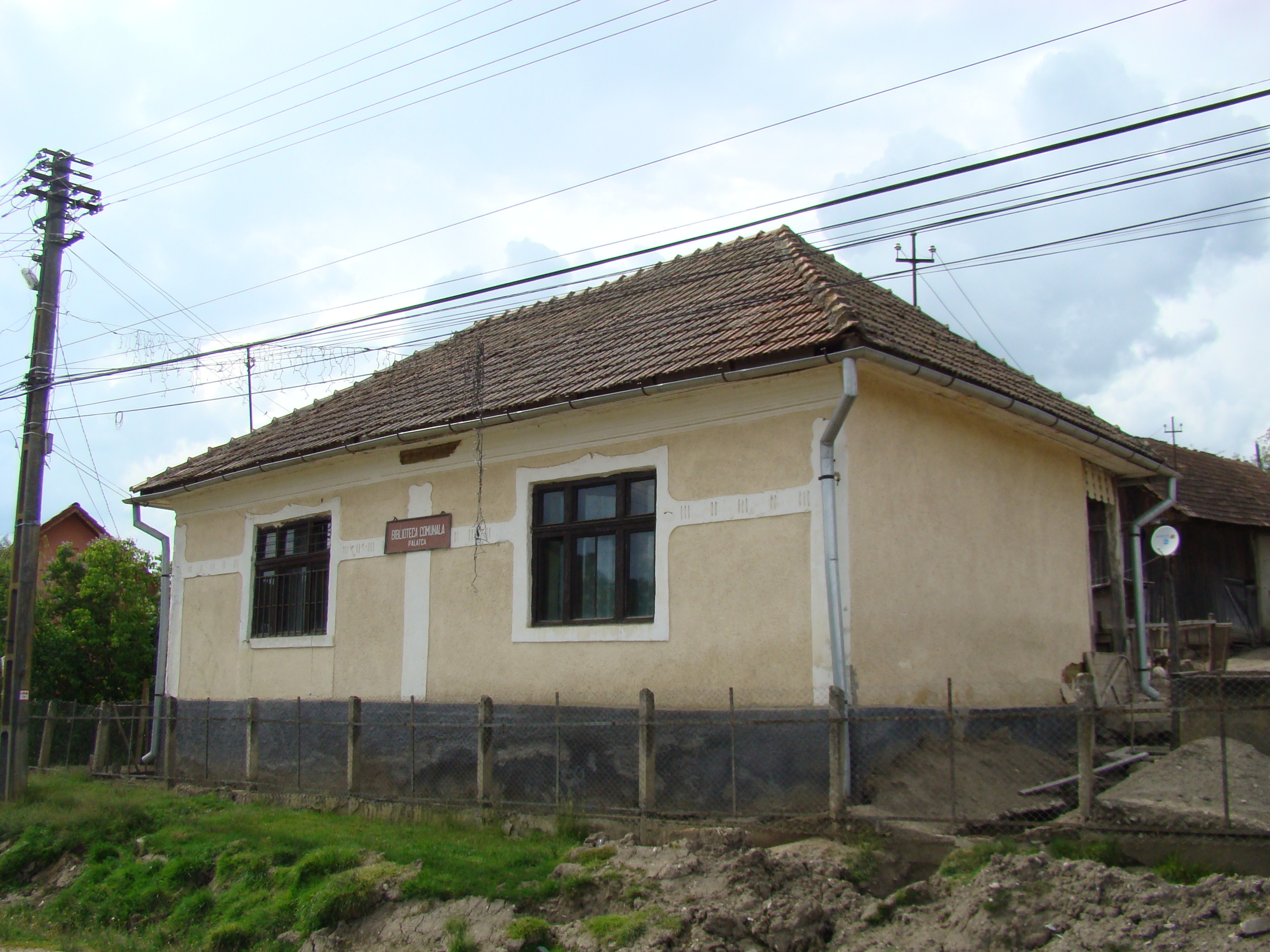
Biblioteca comunală
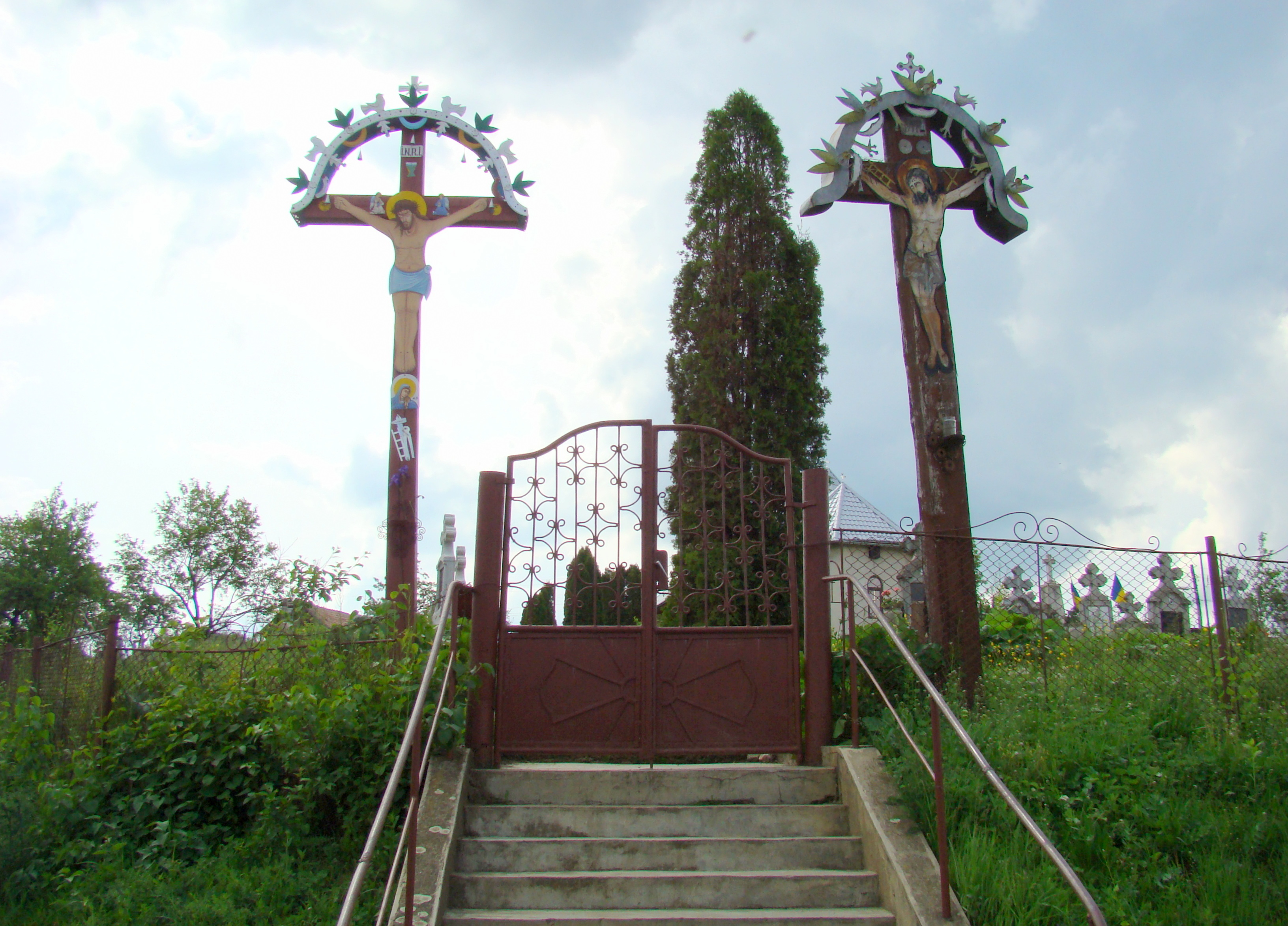
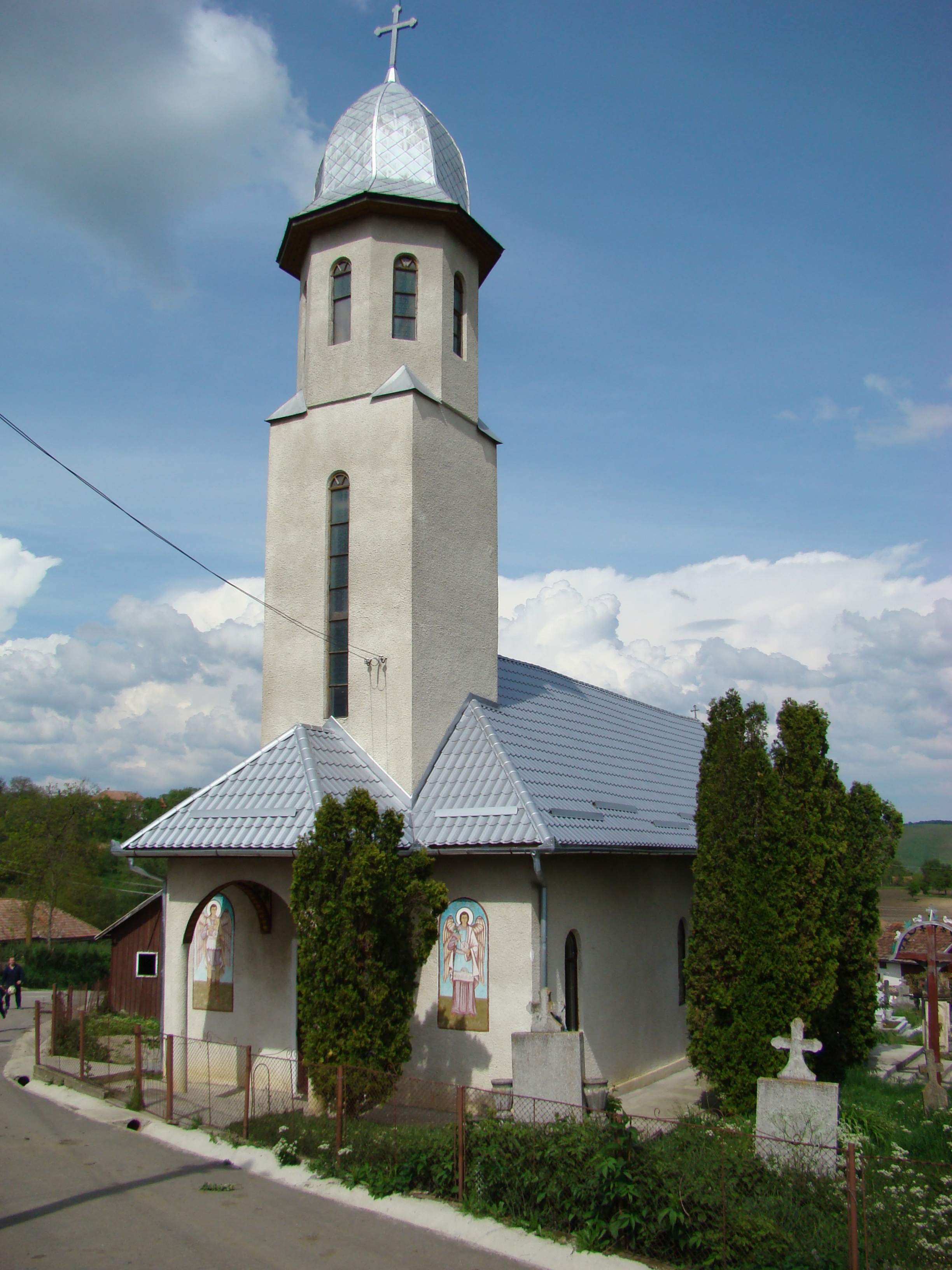
Biserica ortodoxă
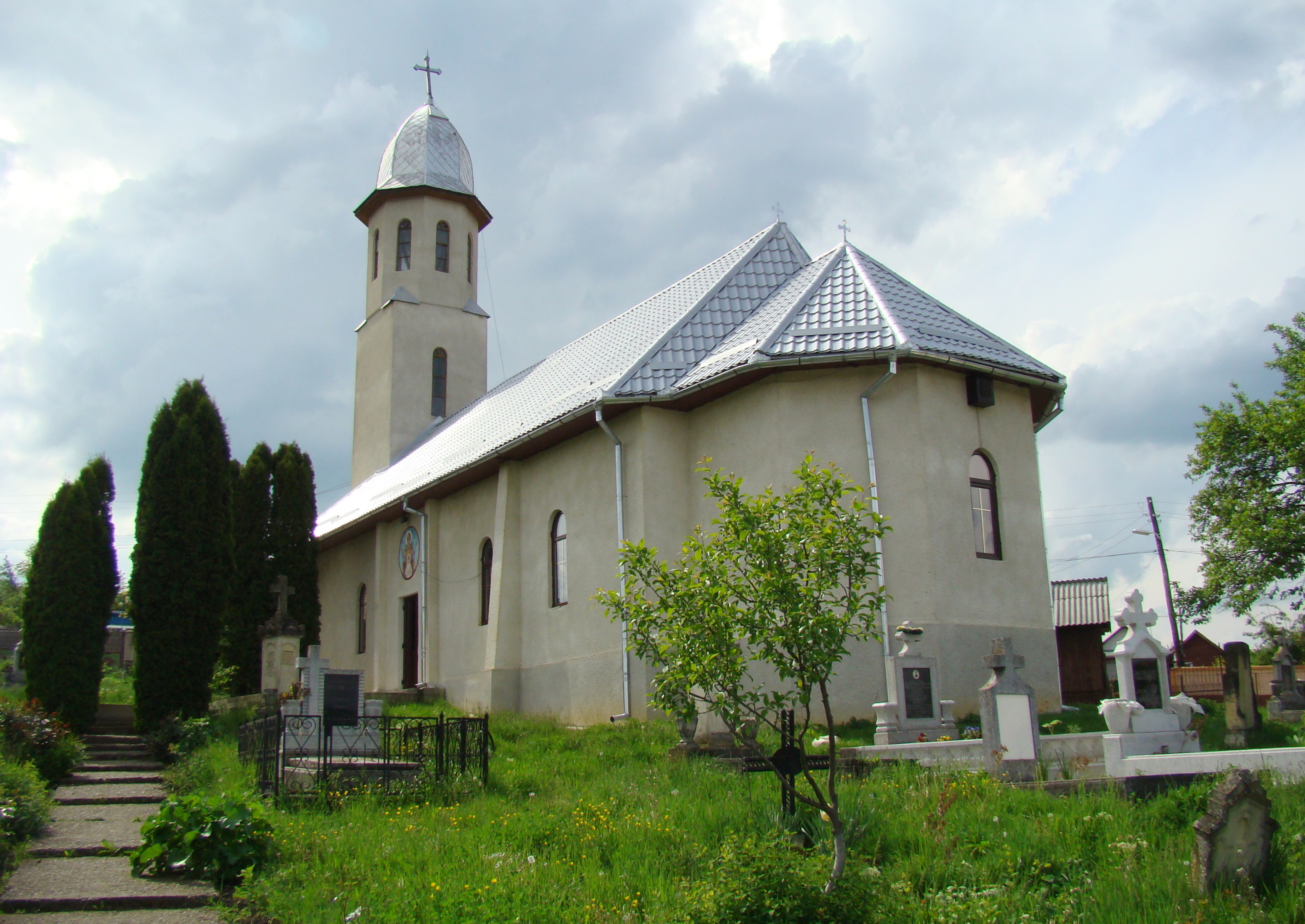
Biserica ortodoxă
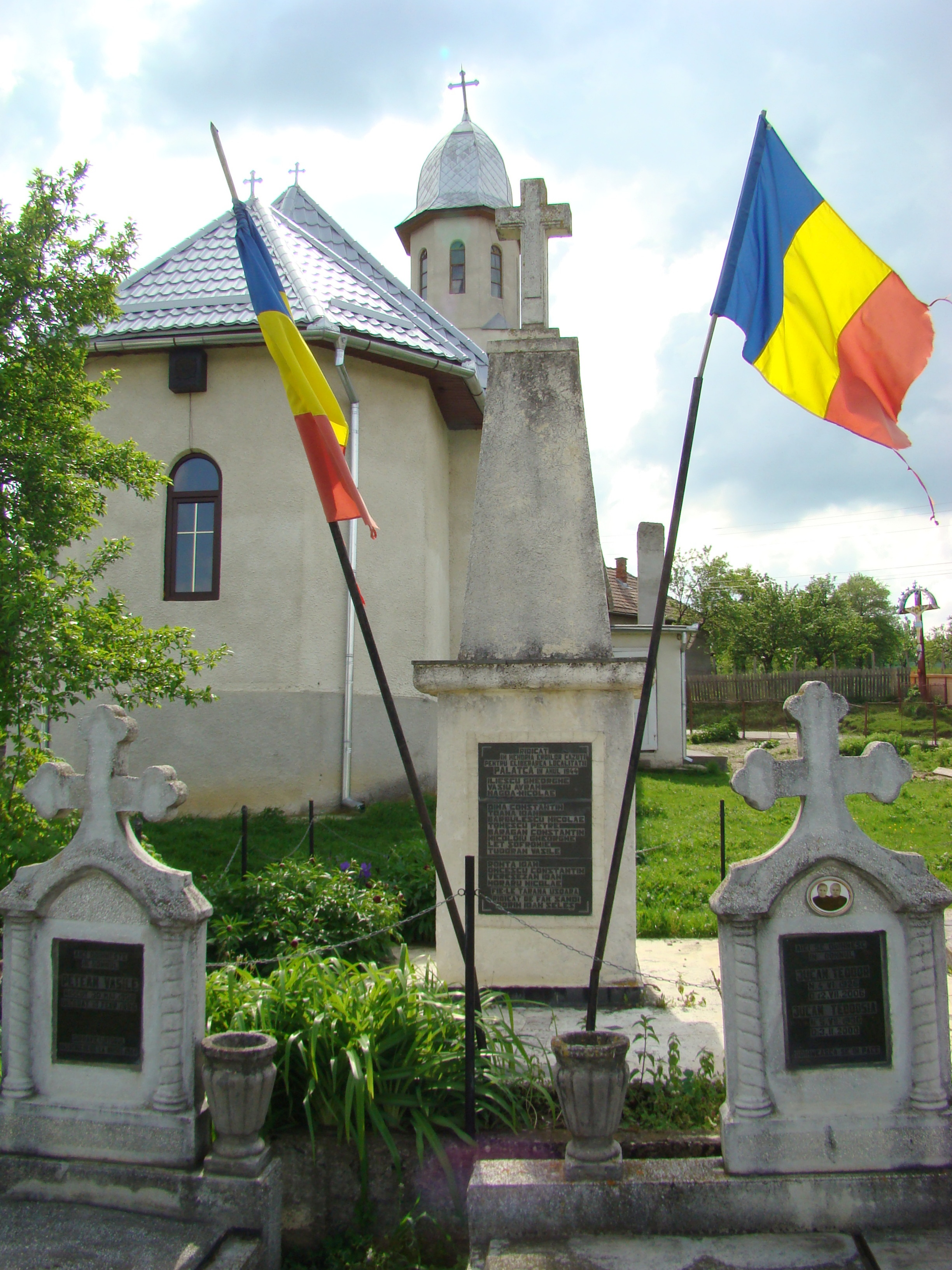
Monumentul eroilor
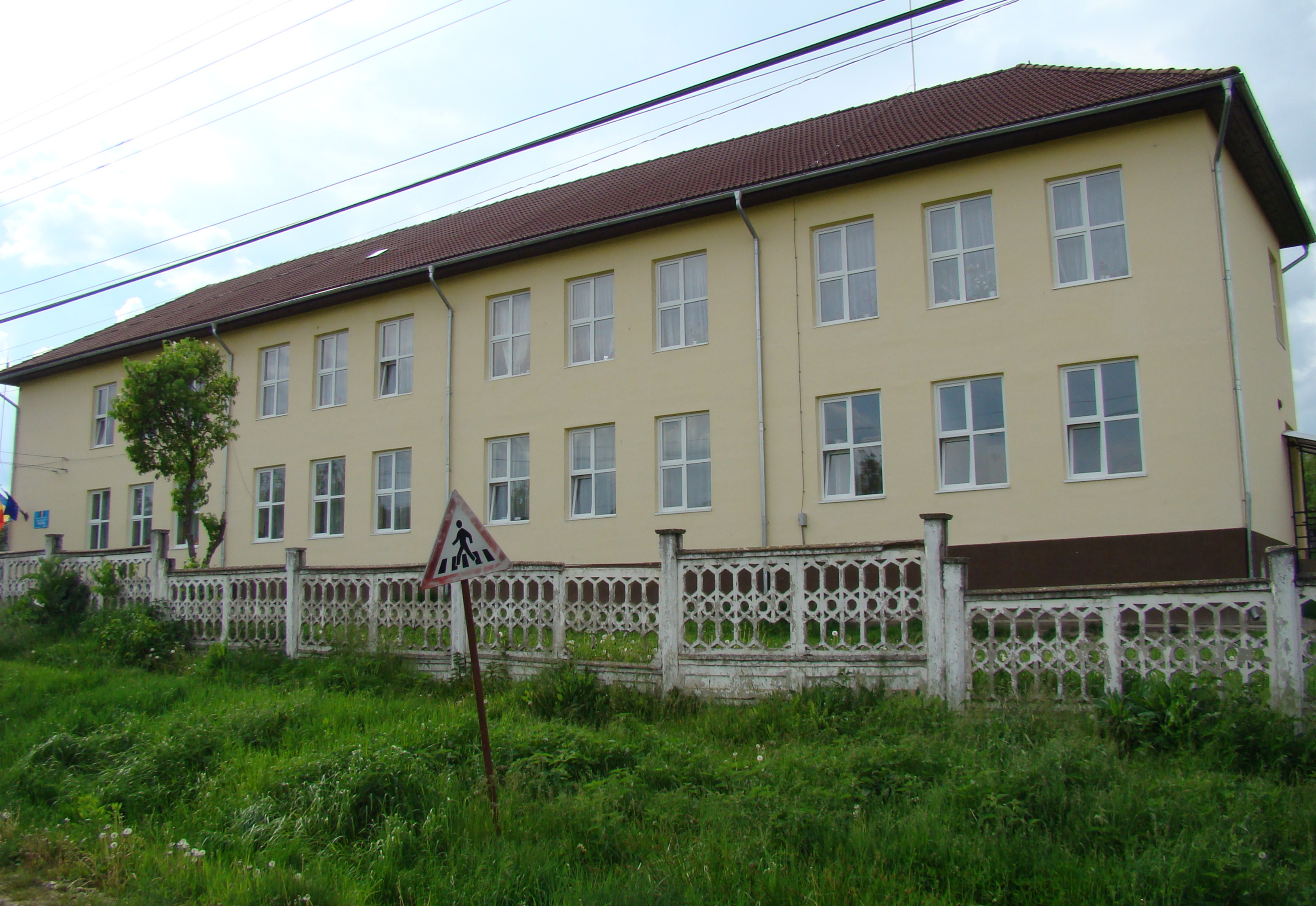
Școala
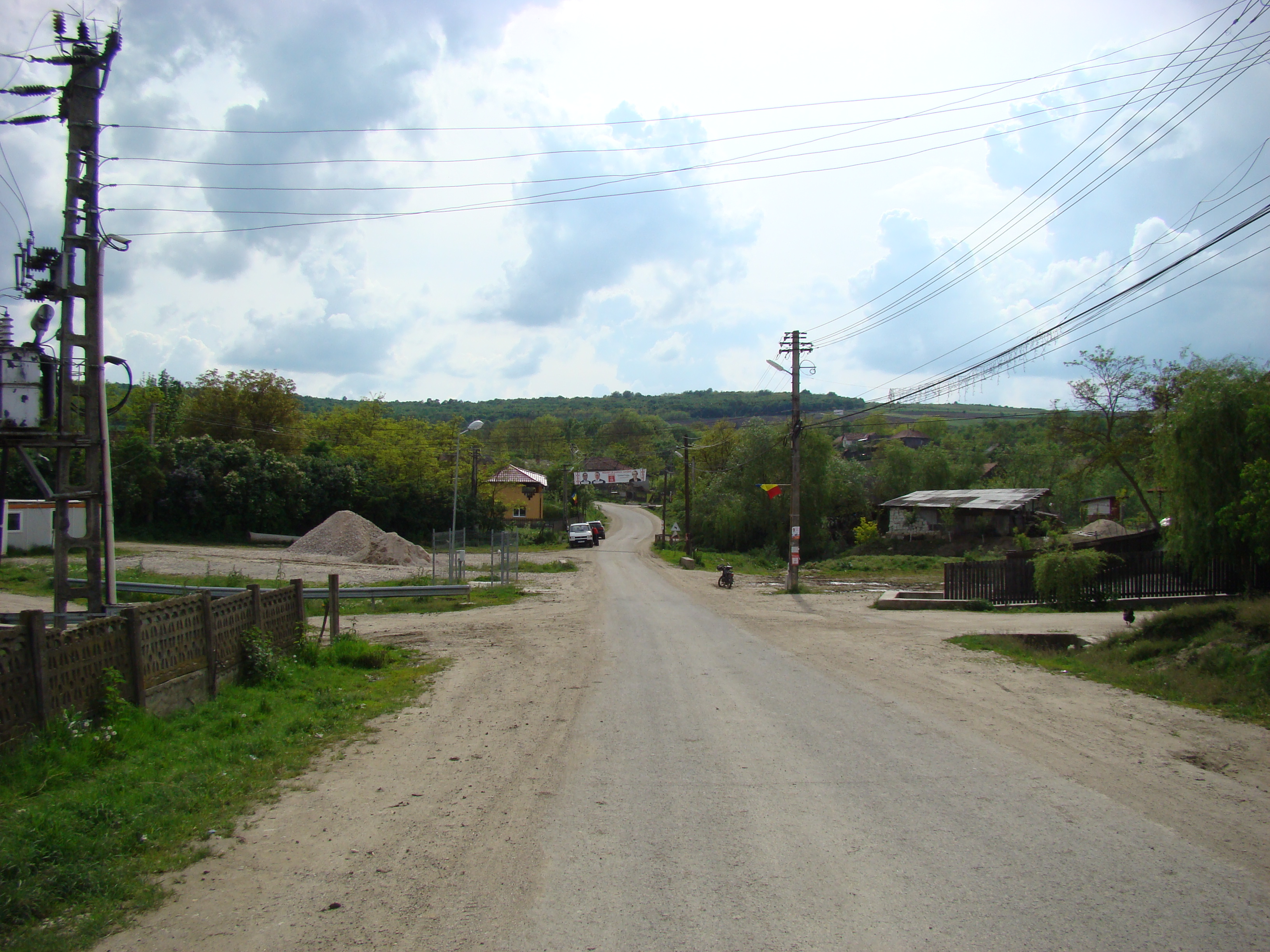
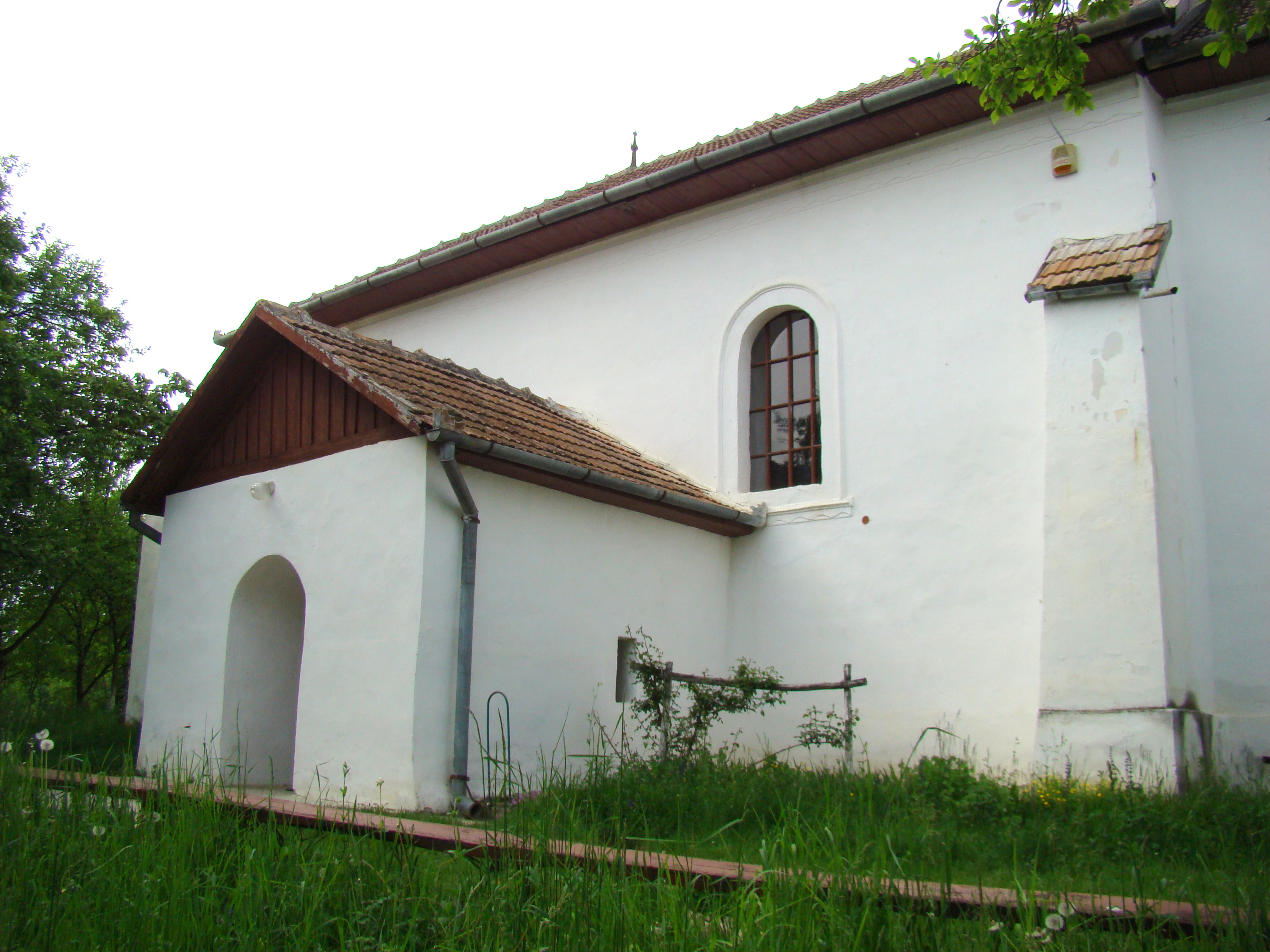
Biserica reformată (monument istoric)
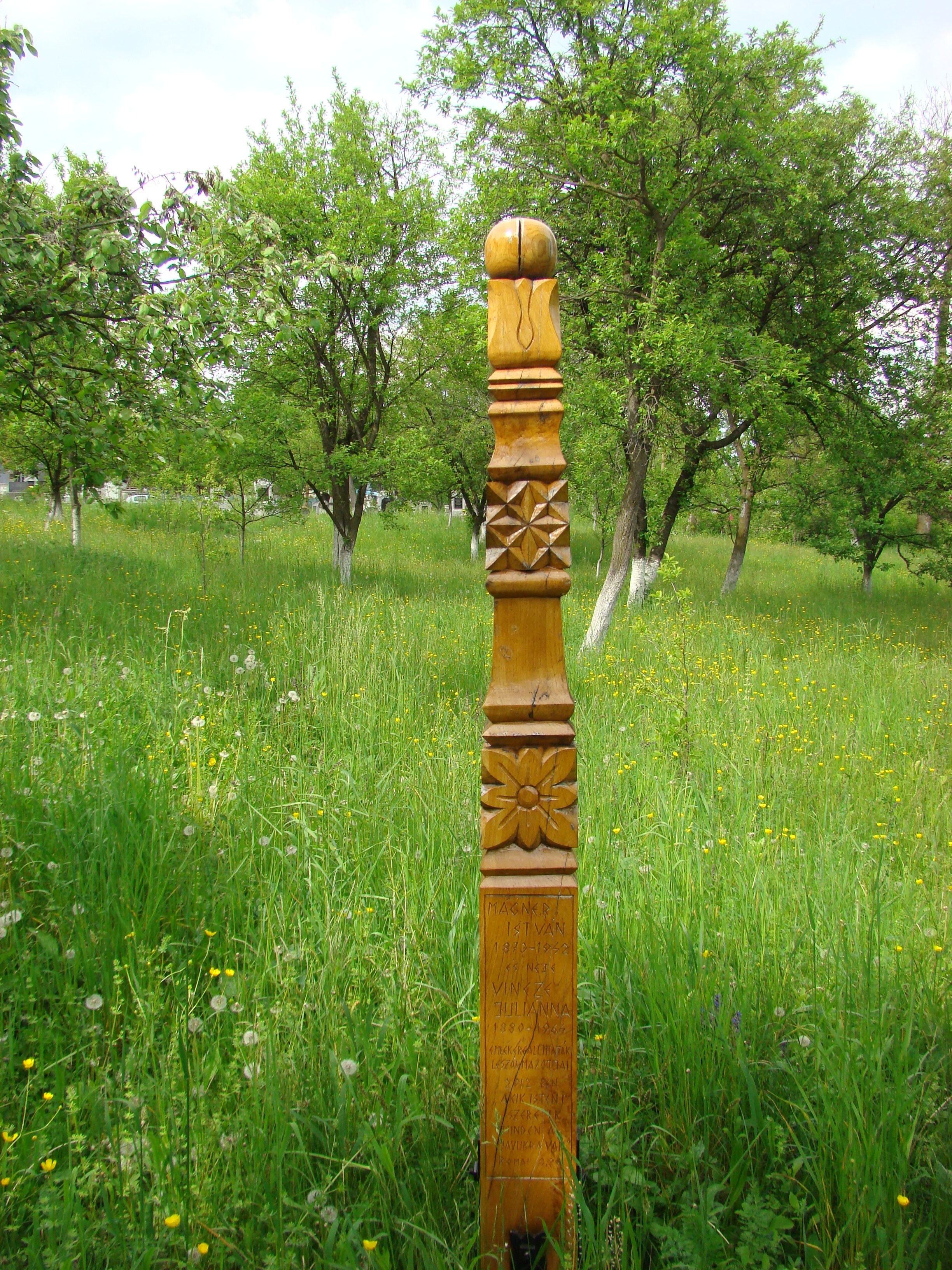
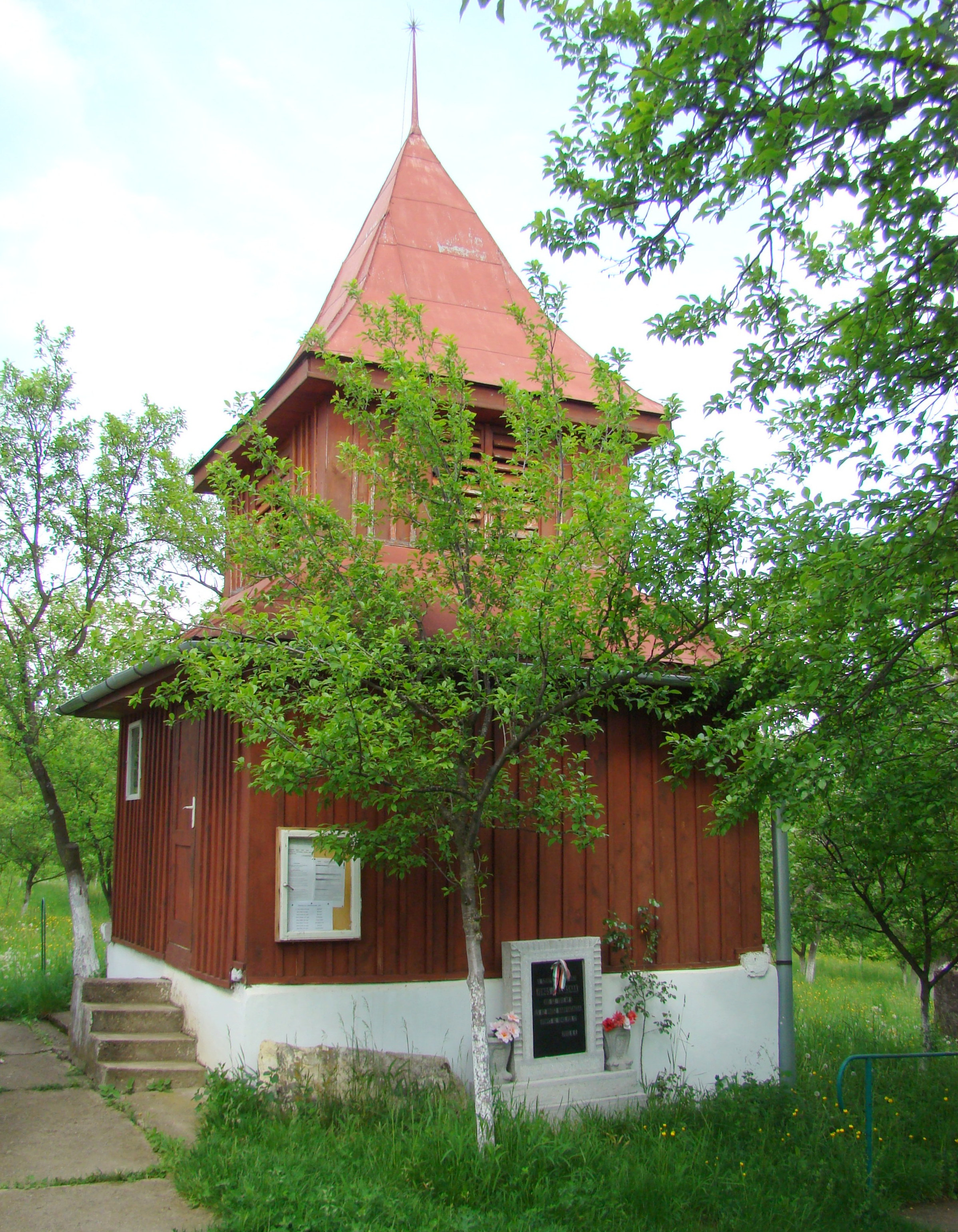
Clopotniţa de lemn (monument istoric)
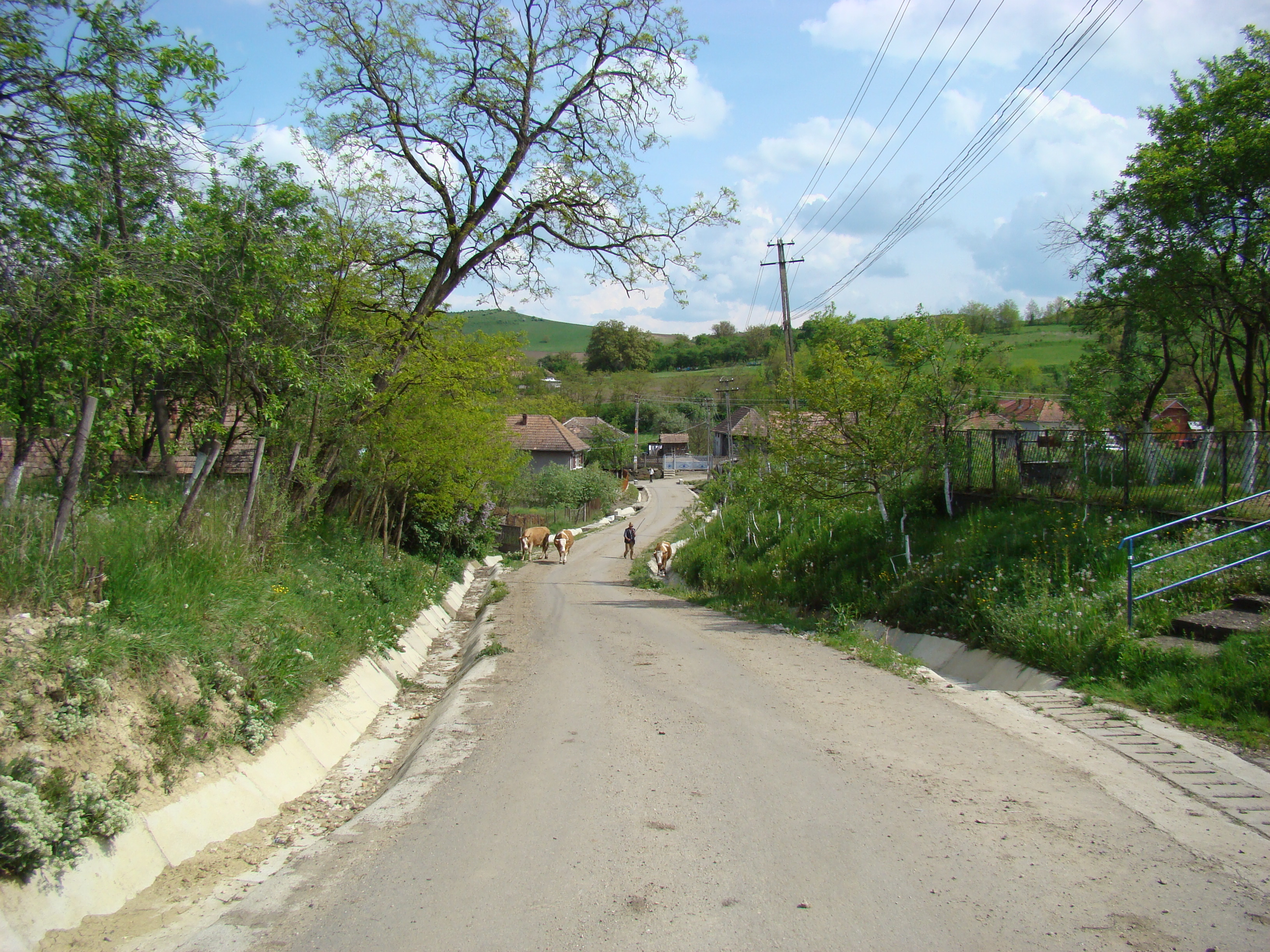
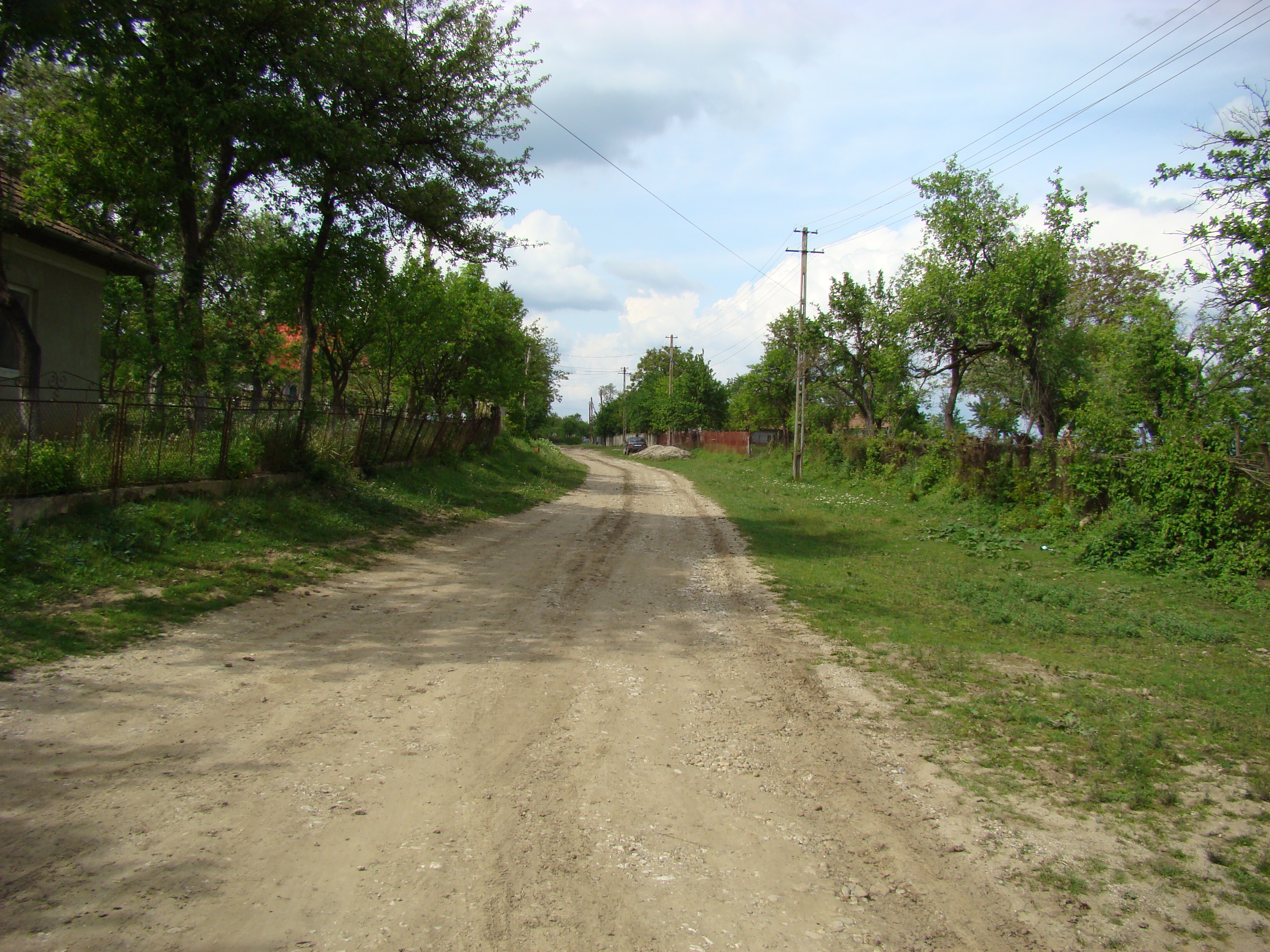